# Наталі Проніна
Наталі Проніна, у шлюбі Раджаблі (азерб. Natali Pronina (Rəcəbli); 12 серпня, 1987 року, Баку) — азербайджанська плавчиня-паралімпійка, яка виступає в категорії сліпоти S12 (можуть розрізнити обриси руки і здатні трохи бачити). Переможниця і чотириразова срібна призерка Літніх Паралімпійських ігор 2012 року в плаванні на короткі дистанції. Єдина представниця Азербайджану на Паралімпіаді 2012 в цьому виді спорту. У 2004 році під ім'ям Наталія Філіна представляла Азербайджан на Олімпійських іграх в Афінах.

## Біографія

### Кар'єра
Народилася 12 серпня, 1987 року в Баку. Коли Наталі було п'ять років, почала ходити на плавання з братом Даніелем в «Трудові резерви». Попри те, що на плавання брали тільки з 7-річного віку, Наталі після умовлянь тренер взяв у групу. Плавати вона навчилася швидко і стала показувати хороші результати. У 7 років вже брала участь у змаганнях «Веселий дельфін».
У 9 років Наталі Проніна виступала на Ісламських іграх в Ірані, на яких завоювала 4 срібні та 2 бронзові медалі. В 11 років Проніна завоювала золото на Ісламських іграх, а в 13 — стала майстром спорту, показавши необхідний час. Після цього Проніна брала участь на чемпіонатах світу в Москві і Барселоні. У 2004 році 16-річна Проніна виступала на Олімпійських іграх в Афінах під іменем Наталія Філіна.
У 2010 році на міжнародному турнірі в Сан-Антоніо з усіх стилів плавання Наталія Філіна завоювала одну золоту і дві срібні та бронзові нагороди.

## Особисте життя
13 квітня 2013 року одружилася з дзюдоїстом, чемпіоном Азербайджану Джасуром Раджаблі. На початку 2015 року народилп сина Трістана.